# Lijst van piramiden
Hieronder staat een lijst van piramiden.

## Afrika

### Canarische Eilanden
- Piramides van Güímar

### Soedan
- Nubische Piramides

## Azië

### China
- Grote witte piramide

### Irak
- Ziggoerat

### Iran
- Ziggoerat

## Europa

### Albanië
- Piramide van Tirana

### Frankrijk
- Piramide van het Louvre van Ieoh Ming Pei
- Pyramide de Couhard (Autun)

### Italië
- Piramide van Cestius (Rome)
- Meta Romuli (Rome)

### Nederland
- Pyramide van Austerlitz

### Bosnië en Herzegovina
- Visočica

## Noord-Amerika

### Verenigde Staten
- Monks Mound in Cahokia

## Meso-Amerika

### Mexico
- Grote Piramide van Cholula
- Piramide van de Maan in Teotihuacán
- Piramide van de zon in Teotihuacán
- Piramide van Kukulcán in Chichén Itzá
- Templo Mayor in Mexico-Stad - Tenochtitlan

### Guatemala
- Piramides van Tikal